# Estrecho de Lütke
El estrecho de Lütke  (en ruso: Пролив Литке, Proliv Litke) es un estrecho marino localizado en aguas del golfo Karáguinski, en el mar de Béring, frente a costa occidental de la península de Kamchatka, que separa la isla Karáguinski de la parte continental. Administrativamente, el estrecho depende del krai de Kamchatka de la Federación de Rusia. Tiene una longitud de unos 12 km y su parte más estrecha tiene 26 km. En la parte continental del estrecho está la pequeña localidad de Osora, que contaba con 2111 habitantes en 2010  .
Lleva su nombre en memoria de Fiódor Lütke, un reputado navegante, geógrafo y explorador del Ártico ruso.

## Historia y exploración
El estrecho de Lütke fue nombrado en honor a Fiódor Litke (también escrito Lütke), un renombrado navegante, geógrafo y explorador del Ártico ruso en el siglo XIX. Litke realizó extensas expediciones en el Ártico y cartografió numerosas áreas de la costa siberiana, lo que contribuyó significativamente al conocimiento de la geografía de la región.

## Geografía y características
El estrecho tiene una longitud de 12 km, con su parte más angosta alcanzando 26 km de ancho. Se encuentra entre la isla Karaguinski y la península de Kamchatka, formando parte del mar de Bering. Las aguas del estrecho son frías y están sujetas a fuertes corrientes debido a la conexión entre el golfo Karaguinski y el mar de Bering.

## Ecología y fauna
El estrecho de Lütke es parte de un ecosistema marino diverso, donde se pueden encontrar especies como la foca anillada (Pusa hispida), el oso polar (Ursus maritimus) y diversas especies de ballenas migratorias. La región también es hogar de colonias de aves marinas, incluyendo el frailecillo copetudo (Fratercula cirrhata).

## Importancia económica y navegación
A pesar de no ser una ruta de navegación principal, el estrecho es utilizado ocasionalmente por pescadores y barcos científicos que estudian la biodiversidad marina y los efectos del cambio climático en el Ártico. Su proximidad a la península de Kamchatka lo hace relevante para la pesca y la exploración petrolera en la región.